# 2005 w muzyce
Wydarzenia muzyczne w 2005 roku.

## Wydarzenia
- 17 maja – Kylie Minogue przerywa swoje światowe tournée „The Show Girl” z powodu zdiagnozowania u niej raka piersi.
- 24–26 czerwca - odbył się Festiwal Sopot TOPtrendy 2005.
- 2 lipca – Reaktywacja zespołu Pink Floyd podczas koncertu charytatywnego Live 8
- 19–21 sierpnia - Festiwal Jedynki w Sopocie.
- sierpień – Firma Sony Ericsson zaprezentowała pierwszy telefon komórkowy z odtwarzaczem mp3 – Sony Ericsson W550/W600 i Sony Ericsson W800
- 2–4 września – Sopot Festival Festiwal Polskiej Piosenki. Bursztynowego Słowika za utwór „Z głębi duszy” otrzymał Piasek, natomiast Srebrnego Słowika Publiczności za przebój „Znak pokoju” otrzymała Doda i Virgin
- październik – XV Międzynarodowy Konkurs Pianistyczny im. Fryderyka Chopina w Warszawie. Zwycięzcą został 20-letni Rafał Blechacz, który zdobył wszystkie najważniejsze nagrody konkursowe.
- Wokalistka szwedzkiego duetu Roxette, Marie Fredriksson została całkowicie wyleczona z choroby guza mózgu, zespół wznowił działalność.
- Powstanie amerykańskiego zespołu Jonas Brothers, który w kolejnych latach zdobył dużą popularność wśród młodzieży.
- Reaktywacja zespołu Queen z Paulem Rodgersem jako wokalistą. Zespół rozpoczął trasę koncertową „Queen + Paul Rodgers Tour”.
- Wznowienie działalności zespołu Alice in Chains po śmierci wokalisty Layne'a Staleya. Nowym wokalistą został William DuVall.

## Urodzili się
- 11 stycznia – Roksana Węgiel, polska piosenkarka
- 12 stycznia – Roxy Dekker, holenderska piosenkarka, autorka tekstów i osobowość internetowa
- 14 stycznia – Cimberly Wanyonyi, szwedzka piosenkarka
- 21 stycznia – IShowSpeed, właśc. Darren Watkins Jr, amerykański youtuber, streamer, osobowość internetwa i raper
- 24 stycznia – Ayden, południowokoreański piosenkarz, członek zespołu EPEX
- 25 stycznia
  - Jo Woo-chan, południowokoreański raper
  - Heesun, południowokoreańska piosenkarka, członkini zespołu Pink Fantasy
- 1 lutego – Soul, właśc. Haku Shota, japoński raper i tancerz, członek zespołu P1Harmony
- 3 lutego – AniKa Dąbrowska, polska piosenkarka
- 16 lutego – Siyoon, właśc. Kim Siyoon, południowokoreańska piosenkarka, członkini zespołu Billlie
- 18 lutego
  - Junghwan, południowokoreański piosenkarz, członek zespołu TREASURE
  - Lil Shine, właśc. Jasper William Johnson, amerykański raper
- 19 lutego – Alma Deutscher, brytyjska kompozytorka, skrzypaczka, pianistka i dyrygentka
- 12 marca – Yewang, południowokoreański piosenkarz, członek zespołu EPEX
- 28 marca – D4vd, amerykański piosenkarz i autor tekstów
- 4 kwietnia
  - Lil Mabu, właśc. Matthew DeLuca, amerykański raper i autor tekstów
  - Marien, właśc. Maria Nieszpaur, polska piosenkarka
- 11 kwietnia – Danielle Marsh, południowokoreańsko-australijska piosenkarka, członkini zespołu NewJeans
- 13 kwietnia – Jiwoo, południowokoreańska raperka, piosenkarka i tancerka, członkini zespołu Nmixx
- 14 kwietnia – Marissa, właśc. Maria Dzięcielak, polska piosenkarka autorka tekstów i kompozytorka
- 21 kwietnia – Jeff, południowokoreański piosenkarz, członek zespołu EPEX
- 29 kwietnia – Dahyun, południowokoreańska piosenkarka, członkini zespołu Rocket Punch
- 3 maja – Adrian Macéus, szwedzki piosenkarz i autor tekstów
- 25 maja – Haneul, właśc. Won Haneul, południowokoreańska piosenkarka, członkini zespołu Kiss of Life
- 29 maja – Ian, amerykański raper i autor tekstów
- 31 maja – Zoa, południowokoreańska piosenkarka, członkini zespołu Weeekly
- 18 czerwca – Naura Ayu, indonezyjska aktorka i piosenkarka
- 25 czerwca – Kylie Cantrall, amerykańska aktorka, piosenkarka, autorka tekstów i osobowość internetowa
- 1 lipca – Hanbyul, południowokoreański piosenkarz, członek zespołu BDC
- 5 lipca – Sombr, właśc. Shane Boose, amerykański piosenkarz i autor tekstów
- 17 lipca – Theoz, właśc. Theodor Haraldsson, szwedzki piosenkarz, aktor i influencer
- 30 lipca – Jia, południowokoreańska piosenkarka, członkini zespołu TRI.BE
- 1 sierpnia – Huiyeon, południowokoreańska piosenkarka, członkini zespołu LIGHTSUM
- 2 sierpnia – Kanii, właśc. Kani Nkshon Shorter Jr., amerykański raper, piosenkarz i autor tekstów
- 18 sierpnia – Chowon, południowokoreańska piosenkarka, członkini zespołu CLASS
- 19 sierpnia – Carla Lazzari, francuska piosenkarka
- 22 sierpnia – Yeseo, południowokoreańska piosenkarka, członkini zespołu Kep1er
- 1 września - Andzej Bazhok, białoruski piosenkarz, gitarzysta zespołu SDWG
- 4 października – Rina Endō, japońska aktorka i piosenkarka
- 17 października – J Noa, właśc. Nohelys Jiménez, dominikański raper, piosenkarz i autor tekstów
- 16 listopada
  - Mariam Mamadaszwili, gruzińska piosenkarka
  - Kim Ga-ram, południowokoreańska piosenkarka
- 17 listopada – Anna Tanaka, japońska piosenkarka i modelka, członkini zespołu Meovv
- 19 listopada – Jongseob, właśc. Kim Jong-seob południowokoreański raper, tancerz i maknae, członek zespołu P1Harmony
- 9 grudnia – Ni-ki, japoński tancerz i piosenkarz, członek zespołu ENHYPEN
- 10 grudnia – Soomin, południowokoreańska piosenkarka, członkini zespołu TRI.BE
- 30 grudnia – 310babii, amerykański raper, piosenkarz i autor tekstów

## Zmarli
- 6 stycznia – Weli Muhadow, turkmeński kompozytor muzyki poważnej (ur. 1916)
- 10 stycznia – Margherita Carosio, włoska śpiewaczka (sopran liryczno-koloraturowy) (ur. 1908)
- 11 stycznia – Miriam Hyde, australijska kompozytorka, pianistka, poetka; pedagog muzyczny (ur. 1913)
- 13 stycznia – Tomasz Szeląg, polski perkusista, członek zespołu Mr. Zoob (ur. 1970)
- 15 stycznia – Victoria de los Angeles, hiszpańska śpiewaczka operowa (sopran liryczny) (ur. 1923)
- 16 stycznia – Lucia Danieli, włoska śpiewaczka operowa (mezzosopran) (ur. 1927)
- 21 stycznia – Kaljo Raid, estoński kompozytor i wiolonczelista (ur. 1921)
- 22 stycznia – Consuelo Velázquez, meksykańska kompozytorka i autorka tekstów (ur. 1916)
- 25 stycznia – Robert Sadowski, polski gitarzysta rockowy (ur. 1963)
- 27 stycznia – Paweł Berger, instrumentalista klawiszowy, organista, kompozytor i jeden ze współzałożycieli zespołu Dżem (ur. 1950)
- 7 lutego – Łazar Nikołow, bułgarski kompozytor (ur. 1922)
- 8 lutego – Jimmy Smith, amerykański muzyk jazzowy (ur. 1928)
- 9 lutego – Ursula Schröder-Feinen, niemiecka śpiewaczka operowa (sopran dramatyczny) (ur. 1936)
- 11 lutego – Stanisław Dąbrowski, polski muzyk; dyrygent, kompozytor (ur. 1937)
- 15 lutego – Pierre Bachelet, francuski piosenkarz, twórca tekstów i kompozytor (ur. 1944)
- 11 marca – Aurelio Fierro, włoski piosenkarz pop (ur. 1923)
- 26 marca – Paul Hester, australijski muzyk, perkusista grupy rockowej Crowded House (ur. 1959)
- 28 marca – Said Dimajew, czeczeński kompozytor, syn Umara Dimajewa (ur. 1939)
- 29 marca – Jan Astriab, polski kompozytor i pedagog (ur. 1937)
- 30 marca – Emił Dimitrow, bułgarski piosenkarz i kompozytor (ur. 1940)
- 6 kwietnia – Mirosław Ławrynowicz, polski skrzypek (ur. 1947)
- 19 kwietnia – Niels-Henning Ørsted Pedersen, duński basista jazzowy (ur. 1946)
- 27 kwietnia – Marian Sawa, polski kompozytor, organista, improwizator, muzykolog, pedagog (ur. 1937)
- 12 maja – Monica Zetterlund, szwedzka piosenkarka i aktorka (ur. 1937)
- 21 maja – Konrad Latte, niemiecki pianista pochodzenia żydowskiego (ur. 1922)
- 26 maja – Jewgienij Jacenko, polsko-ukraiński śpiewak (kontratenor) (ur. 1985)
- 29 maja – George Rochberg, kompozytor amerykański (ur. 1918)
- 5 czerwca – Kurt Graunke, niemiecki kompozytor, skrzypek i dyrygent (ur. 1915)
- 6 czerwca – Siegfried Palm, niemiecki wiolonczelista i pedagog (ur. 1927)
- 11 czerwca – Gena Dimitrowa, bułgarska śpiewaczka operowa (sopran) (ur. 1941)
- 12 czerwca – Piero Cappuccilli, włoski śpiewak operowy (baryton) (ur. 1929)
- 13 czerwca – David Leo Diamond, amerykański kompozytor i pedagog (ur. 1915)
- 14 czerwca – Carlo Maria Giulini, włoski dyrygent (ur. 1914)
- 17 czerwca – Henryk Majewski, polski trębacz jazzowy (ur. 1936)
- 25 czerwca – Włodzimierz Plaskota, polski muzyk, kompozytor, kabareciarz (ur. 1933)
- 30 czerwca – Aleksiej Sułtanow, pianista klasyczny (ur. 1969)
- 1 lipca – Luther Vandross, amerykański piosenkarz związany z gatunkiem rhythm and blues (ur. 1951)
- 12 lipca – Bronisław Horowicz, polski reżyser operowy, fotografik, aktor i kompozytor (ur. 1910)
- 17 lipca – Laurel Aitken, jamajski muzyk (ur. 1927)
- 25 lipca – Albert Mangelsdorff, niemiecki puzonista jazzowy (ur. 1928)
- 31 lipca – Mantle Hood, amerykański etnomuzykolog i kompozytor (ur. 1918)
- 3 sierpnia – Mariusz Szczerski, polski muzyk i wokalista zespołu Honor (ur. 1970)
- 7 sierpnia – Szymon Kuran, polski kompozytor, skrzypek, muzyk jazzowy (ur. 1955)
- 18 sierpnia – Krzysztof Raczkowski, polski perkusista (ur. 1970)
- 21 sierpnia – Robert Moog, amerykański wynalazca, konstruktor pierwszego syntezatora Mooga, pionier muzyki elektronicznej (ur. 1934)
- 27 sierpnia – Jorgos Muzakis, grecki kompozytor i trębacz (ur. 1922)
- 31 sierpnia – Stefania Woytowicz, polska śpiewaczka operowa (sopran) (ur. 1922)
- 4 września – Majer Bogdański, polski muzyk i kompozytor, polityk, wojskowy (ur. 1912)
- 7 września – Sergio Endrigo, włoski piosenkarz i kompozytor (ur. 1933)
- 10 września – Zbigniew Toffel, polski dyrygent i chórmistrz (ur. 1929)
- 13 września – Hans-Joachim Koellreutter, niemiecki kompozytor i dyrygent (ur. 1915)
- 15 września – Jeronimas Kačinskas, litewski kompozytor i dyrygent (ur. 1907)
- 23 września – Przemysław Gwoździowski, polski saksofonista, kompozytor i aranżer jazzowy (ur. 1936)
- 8 października – Andrzej Jakóbiec, polski trębacz i jazzman (ur. 1943)
- 9 października – Waldemar Wróblewski, polski kompozytor i aranżer (ur. 1959)
- 17 października – Jonas Aleksa, litewski dyrygent i pedagog (ur. 1939)
- 20 października – Shirley Horn, amerykańska pianistka i wokalistka jazzowa (ur. 1934)
- 22 października – Franky Gee, amerykański muzyk, współtwórca zespołu Captain Jack (ur. 1962)
- 25 października – Mira Kubasińska, polska wokalistka blues rockowego zespołu Breakout (ur. 1944)
- 26 października – Józef Patkowski, polski muzykolog i twórca muzyki filmowej (ur. 1929)
- 1 grudnia – Werner Enders, niemiecki śpiewak operowy (tenor) (ur. 1924)
- 3 grudnia – Lance Dossor, australijski pianista i pedagog muzyczny (ur. 1916)
- 6 grudnia – Danny Williams, południowoafrykański piosenkarz popowy (ur. 1942)
- 8 grudnia – Donald Martino, amerykański kompozytor muzyki poważnej (ur. 1931)
- 9 grudnia – György Sándor, amerykański pianista i pedagog węgierskiego pochodzenia (ur. 1912)
- 12 grudnia – Andrzej Pluszcz, polski gitarzysta basowy i wokalista (ur. 1948)
- 21 grudnia – Ryszard Sielicki, polski kompozytor żydowskiego pochodzenia (ur. 1916)
- 25 grudnia – Birgit Nilsson, szwedzka śpiewaczka operowa (sopran dramatyczny) (ur. 1918)
- 26 grudnia – Jerzy Skarbowski, polski pianista, muzykolog, pedagog (ur. 1936)

Data dzienna nieznana
- Zygfryd Czerniak, polski kompozytor, pianista, pedagog (ur. 1910)

## Debiuty
- polskie
  - Feel
  - Maria Peszek
  - Krzysztof Kiljański
  - Queens
  - Plateau
  - Buldog
  - Privateer
  - Pokahontaz
  - The Car Is on Fire
  - Ewa Sonnet
  - Blog 27
  - Magda Modra
  - PIN

- zagraniczne
  - Editors
  - Bloc Party
  - Arctic Monkeys
  - The Kooks
  - Kaiser Chiefs
  - The Pussycat Dolls
  - James Blunt
  - Juanes
  - Arsenium
  - Tokio Hotel
  - Us5
  - Rihanna
  - Amy Deasismont
  - Sons of Butcher
  - Indigo jam unit
  - Headhunterz

## Albumy

### polskie
- Live in Punkt – 15 Minut Projekt
- Nic co ludzkie – 1z2
- 2 Public Use – 2PU
- Emisja spalin – AbradAb
- Miś Tymoteusz i Psiuńcio – Aktorzy Teatru Baj w Warszawie
- Opowieści Koszałka Opałka – Aktorzy Teatru Baj w Warszawie
- Prowadź mnie ulico vol. 2 – album kompilacyjny
- Agnieszka Duczmal vol. 10 – Amadeus
- Agnieszka Duczmal vol. 11 – Amadeus
- Moja Muzyka – Amadeus
- Ulica Wolność – Analog
- Szymanowski: Piano Sonata No 3, Metopes & Masques – Piotr Anderszewski
- Łódzka – Artur Andrus
- Jeszcze więcej seksistowskich piosenek – Anti Dread
- Ultima Thule – Armia
- Życie na topie 1983–1988 – Azyl P.
- Wu-wei – Banach
- Złota kolekcja: Hi-Fi – Banda i Wanda
- LOL – Blog 27
- The Car Is on Fire – The Car Is on Fire
- Virgin’s Milk – Corruption
- Allez! – Mirosław Czyżykiewicz
- The Best – Fala ludzkich serc – Daab
- Transkarpatia – Darzamat
- Farbenheit – Farben Lehre
- Fru! – Fisz/Envee
- Nie znasz mnie – Ewelina Flinta
- Smak słów – Goya
- Podróże z i pod prąd – Happysad
- Anaclasis – A Haunting Gospel of Malice & Hatred – Hate
- Playboy – Hedone
- Hetman – Live – 15-lecie zespołu – Hetman
- Echosystem – Hey
- Demonologic – Homo Twist
- T.E.L.I... – Hunter
- Czat – Hurt
- Tylko Dylan – Martyna Jakubowicz
- Plagiaty – Lech Janerka
- The Best – Strzeż się tych miejsc – Lech Janerka
- Niebo – Anna Maria Jopek
- Secret – Anna Maria Jopek
- The Best – Cywilizacja – Kapitan Nemo
- Los się musi odmienić – Kazik
- The Best & The Rest – Kayah
- In the Room – Krzysztof Kiljański
- Absorbing Music – Kofi
- Ósme piętro – Kombajn do Zbierania Kur po Wioskach
- Via Ardiente – Komety
- Kino Mockba – Koniec Świata
- Nasze słowa – KSU
- Poligono Industrial – Kult
- Republique – Kwartet Śląski
- Powstanie Warszawskie – Lao Che
- Inside Story – Anita Lipnicka i John Porter
- Historie, których nie było – Łzy
- Vendetta – Mafia
- Mandarynkowy sen – Mandaryna
- The Best – Królewski poker – Mech
- Mech – Mech
- Silent Treatment – Pati Yang
- Sensi – Pelson
- Miasto mania – Maria Peszek
- Megalomania – Plateau
- Historie z sąsiedztwa – Płomień 81
- Naftalinowy świat – Pod Budą
- Szum rodzi hałas – POE (Projekt Ostry Emade)
- Receptura – Pokahontaz
- 0001 – PIN
- Transporter – ΠR2
- SurREvival – Quidam
- Demos & Rarities – Ramzes & The Hooligans
- Second Life Syndrome – Riverside
- Kochać – Maryla Rodowicz
- Żyj szybko, kochaj mocno, umieraj młodo - Złota kolekcja – Róże Europy
- Honor jest wasz Solidarni – różni wykonawcy
- Siesta: muzyka świata – różni wykonawcy (wyd. 12 października)[1]
- Internal Complexity – Sceptic
- Kraków-Saloniki – Andrzej Sikorowski, Maja Sikorowska
- A.E.I.O.U. – Sistars
- Piła tango – Strachy na Lachy
- Las Putas Melancólicas – Świetliki
- Miasto – Toronto
- Może tak, może nie – Anna Treter
- 11:11 – Grzegorz Turnau
- Autentyk 3 – Vienio i Pele
- Ficca – Virgin
- XX Cz.1 – Voo Voo
- Anhelli – Włodek Pawlik Trio
- Musichal – Zakopower
- Popburger – Ziyo

### zagraniczne
- A Beautiful Lie – 30 Seconds to Mars
- The Massacre – 50 Cent
- Remagine – After Forever
- The Beekeeper – Tori Amos
- What to Do When You Are Dead – Armor for Sleep
- Out of Exile – Audioslave
- Never Gone – Backstreet Boys
- Guero – Beck
- Goatreich – Fleshcult – Belphegor
- Monkey Business – The Black Eyed Peas
- Silent Alarm – Bloc Party
- Have a Nice Day – Bon Jovi
- B in the Mix: The Remixes – Britney Spears
- Aerial – Kate Bush
- Paper Tigers – Caesars
- The Emancipation of Mimi – Mariah Carey
- I’m a Hustla – Cassidy
- Anomalies – Cephalic Carnage
- X & Y – Coldplay
- Once Was Not – Cryptopsy
- Playing the Angel – Depeche Mode
- On Ne Change Pas – Céline Dion
- Here We Go Again (The Mixtape) – DMX & The Kennel Family
- The Warrior’s Code – Dropkick Murphys
- Live at the Gaslight 1962 – Bob Dylan
- The Bootleg Series Vol. 7: No Direction Home: The Soundtrack – Bob Dylan
- The Back Room – Editors
- Amarantine – Enya
- Pain Necesarry to Know – Ephel Dúath
- In Your Honor – Foo Fighters
- You Could Have It So Much Better – Franz Ferdinand
- The Documentary – The Game
- Son of a Plumber – Per Gessle
- From Mars to Sirius – Gojira
- Demon Days – Gorillaz
- The Quiet Offspring – Green Carnation
- Dark Light – HIM
- Gods and Monsters – I Am Kloot
- Harnessing Ruin – Immolation
- Death on the Road – Iron Maiden
- The Essential Michael Jackson – Michael Jackson
- Dynamite – Jamiroquai
- Jarre in China – Jean-Michel Jarre
- Employment – Kaiser Chiefs
- The Black Halo – Kamelot
- Kibir’el Hob – Najwa Karam
- See You on the Other Side – Korn
- Lichtgestalt – Lacrimosa
- LCD Soundsystem – LCD Soundsystem
- Rebirth – Jennifer Lopez
- The Dangermen Sessions Vol. 1 – Madness
- Confessions on a Dance Floor – Madonna
- Frances the Mute – The Mars Volta
- The Collection – Alanis Morissette
- Alligator – The National
- Waiting for the Sirens' Call – New Order
- This Godless Endeavor – Nevermore
- All the Right Reasons – Nickelback
- Don’t Believe the Truth – Oasis
- Ghost Reveries – Opeth
- A Fever You Can’t Sweat Out – Panic! at the Disco
- Hold Your Colour – Pendulum
- Deadwing – Porcupine Tree
- PCD – The Pussycat Dolls
- Return of the Champions (podwójny album z Paulem Rodgersem) – Queen
- Return of the Champions (podwójny DVD koncertowe z Paulem Rodgersem) – Queen
- A Night at the Opera (Kolekcjonerska edycja DVD i CD z okazji 30 rocznicy wydania albumu) – Queen
- Jewels II wyd. Japonia – Queen
- Lullabies to Paralyze – Queens of the Stone Age
- Rosenrot – Rammstein
- Hide from the Sun – The Rasmus
- Music of the Sun – Rihanna
- Mighty Rearranger – Robert Plant i The Strange Sensations
- A Bigger Bang – The Rolling Stones
- The Redemption Vol. 2 – Ruff Ryders i Big Mike
- The Redemption Vol. 3: Memorial Day Weekend 2005 – Ruff Ryders i Big Mike
- The Redemption Vol. 4 – Ruff Ryders
- Real City of God vol. 2 – Ruff Ryders
- After Taxes – Sheek Louch
- Sons of Butcher – Sons of Butcher
- Left Behind Volume One – Sons of Butcher
- Taller in More Ways – Sugababes
- Hypnotize – System of a Down
- Mezmerize – System of a Down
- Dangerous and Moving – t.A.T.u.
- Ludi inwalidy – t.A.T.u.
- Atlantis Lucid Dreaming – Therion
- Schrei – Tokio Hotel
- Blood Inside – Ulver
- Blue Tattoo – Vanilla Ninja
- Baddi Eesh – Haifa Wehbe
- Late Registration – Kanye West
- Face to Face – Westlife
- Get Behind Me Satan – The White Stripes
- Theatre Royal Drury Lane 8th September 1974 – Robert Wyatt
- San Andreas: The Original Mixtape – Young Maylay
- Shivers – Armin van Buuren
- Live from Las Vegas – Dean Martin (wydanie pośmiertne)

## Muzyka poważna
- 12. Międzynarodowy Konkurs Pianistyczny im. Van Cliburna
- XV Międzynarodowy Konkurs Pianistyczny im. Fryderyka Chopina

## Musicale
- Upiór w operze

## Film muzyczny
- Sekrety Madonny, reż. Jonas Åkerlund – Madonna
- Placebo: Androgyny, reż. Gail Rinchey – nieautoryzowany dokument o grupie Placebo[2]
- Stoned, reż. Stephen Woolley – brytyjski film biograficzny o Brianie Jonesie
- Metal: A Headbanger’s Journey, reż. Sam Dunn – film dokumentalny o Heavy Metalu

## Nagrody
- Fryderyki 2005
- Konkurs Piosenki Eurowizji
  - „My Number One”, Elena Paparizou
- 6 września – ogłoszenie zwycięzcy nagrody Nationwide Mercury Prize 2005 – Antony and the Johnsons za album I Am a Bird Now[3]
- 29 października – Grand Prix Jazz Melomani 2004, Łódź, Polska